# Triachus cerinus
Triachus cerinus är en skalbaggsart som beskrevs av J. L. Leconte 1880. Triachus cerinus ingår i släktet Triachus och familjen bladbaggar. Inga underarter finns listade i Catalogue of Life.